# Moskvitch 407
El Moskvitch 407 es un vehículo hecho por la empresa soviética Moskvitch, introducido en 1958 como un desarrollo del Moskvitch 402 y solo difiere del Moskvitch 403 en el motor.
El motor que usaba era un L-4 de 1358 cc con 45 hp y 34 kW, además de eso, tenía una caja de tres velocidades, la cual, en 1960 fue cambiada por una de cuatro, ambas con cambios en línea. A diferencia del Moskvitch 410, este es más rápido, viajando a 115 km/h (71 mi/h) y solo de tracción delantera en vez de en las cuatro ruedas, aunque los dos tienen el mismo tipo de motor. 

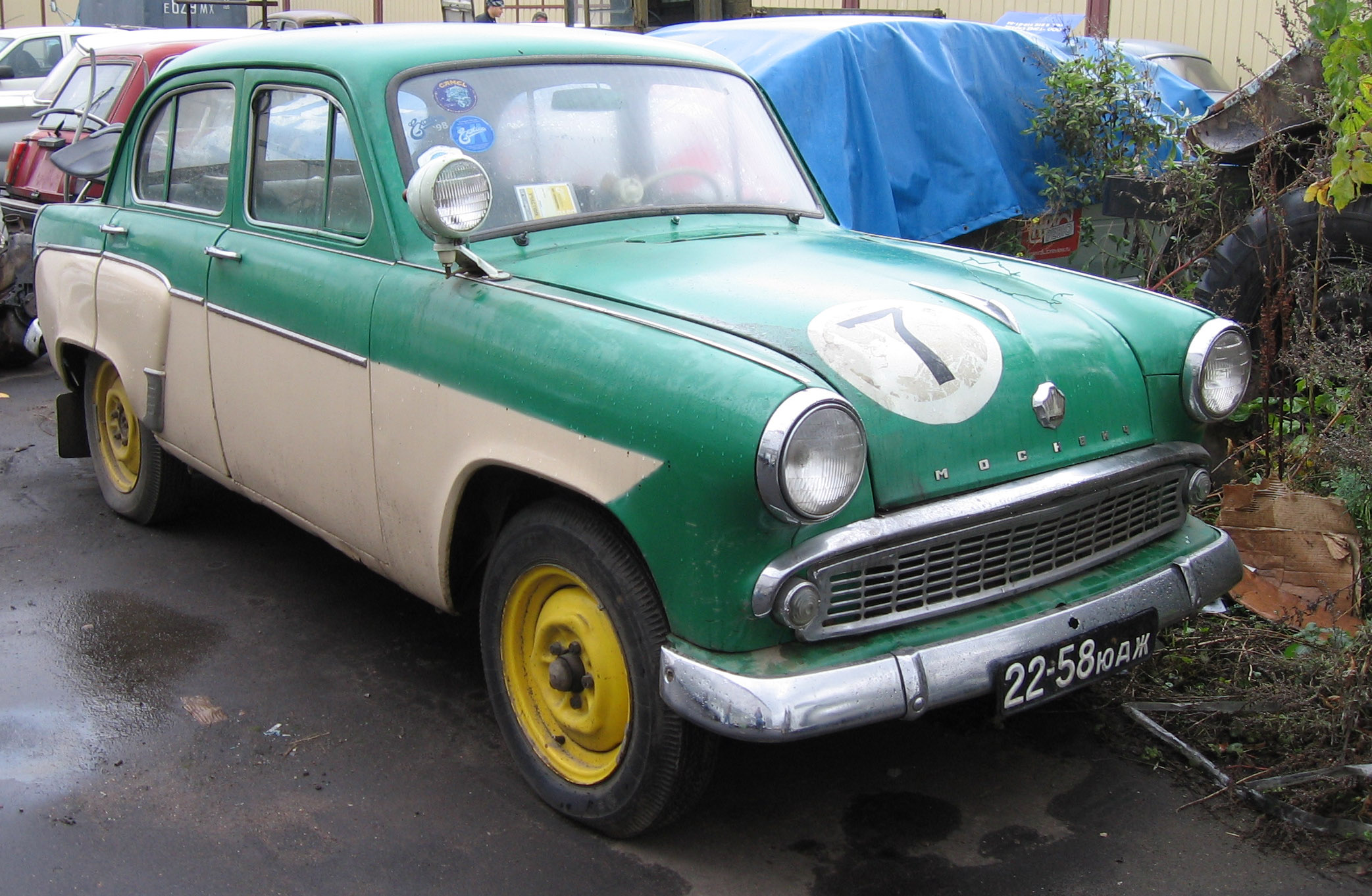
Moskvitch 407 de rally.

Su producción terminó en 1964.